# Ralf Briese

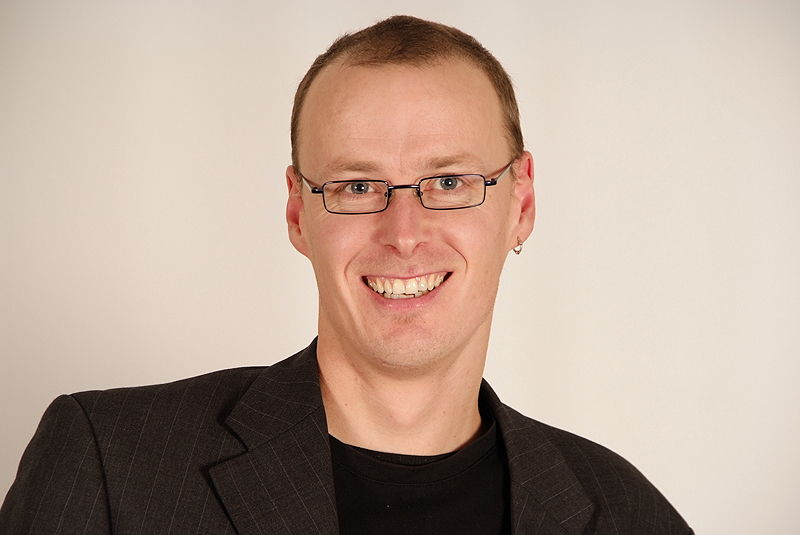
Ralf Briese, 2009

Ralf Briese (* 2. März 1971 in Leer (Ostfriesland); † 9. Oktober 2011 in Oldenburg (Oldenburg)) war ein deutscher Grünen-Politiker. Seit 2003 war er Mitglied des Niedersächsischen Landtages.

## Leben
Ralf Briese besuchte die Grundschule und die Orientierungsstufe in Jemgum und machte 1991 am Teletta-Groß-Gymnasium Leer das Abitur. Nach dem Zivildienst arbeitete er von 1992 bis 1993 als Entwicklungshelfer in Bangladesch. Anschließend studierte er an der Carl-von-Ossietzky-Universität Oldenburg Politik, Pädagogik, Soziologie, Geografie sowie Volkswirtschaft und wurde Diplom-Pädagoge. Das Studium unterbrach er für eine Ausbildung zum Krankenpfleger; in diesem Beruf war er am Klinikum Oldenburg tätig. Von 2001 bis 2003 war er Mitarbeiter der Grünen-Politikerin und Bundestagsabgeordneten Thea Dückert.
Briese litt unter Depressionen. Als Todesursache wird ein Suizid am Wochenende zwischen dem 7. und dem 9. Oktober 2011 angenommen.

## Politischer Werdegang
Ralf Briese trat 1998 den Grünen bei. 2003 und 2008 wurde er über die Landesliste in den Niedersächsischen Landtag gewählt. Er war innenpolitischer und kommunalpolitischer Sprecher der Landtagsfraktion der Grünen. Ralf Briese gehörte dem Ausschuss für Rechts- und Verfassungsfragen und dem Wahlprüfungsausschuss an. Außerdem war Briese seit 2006 Ratsherr der Stadt Oldenburg.
Nach Brieses Tod rückte Meta Janssen-Kucz für ihn in den Landtag nach.